# Немировский колледж строительства, экономики и дизайна
Немировский колледж строительства, экономики и дизайна - учебное заведение в городе Немиров Немировского района Винницкой области Украины.

## История
Немировский строительный техникум был открыт в посёлке городского типа Немиров в 1945 году в соответствии с четвёртым пятилетним планом восстановления и развития народного хозяйства СССР и с 1946 года начал подготовку строителей.
Только за первые 25 лет работы, до 1970 года техникум подготовил две тысячи высококвалифицированных техников-строителей.
С 1945 до 1954 года техникум осуществлял подготовку специалистов по двум специальностям: "Сельскохозяйственное строительство" и "Технология строительных материалов", с 1955 года начал подготовку по специальности "Промышленное и гражданское строительство", с 1979 года - по специальности "Сельскохозяйственное и гражданское строительство", с 1989 года - по специальности "Строительство и эксплуатация зданий и сооружений", с 1991 года - по специальности "Обслуживание оборудования и систем газоснабжения". 
После провозглашения независимости Украины техникум был передан в ведение министерства сельского хозяйства и продовольствия Украины.
В марте 1995 года Верховная Рада Украины внесла техникум в перечень предприятий, учреждений и организаций, приватизация которых запрещена в связи с их общегосударственным значением.
В 2003 году техникум был включён в состав Винницкого государственного аграрного университета в качестве отдельного структурного подразделения, в 2009 году - реорганизован в Немировский колледж строительства и архитектуры.
После создания в колледже финансово-экономического отделения, в 2018 году учебное заведение было переименовано в Немировский колледж строительства, экономики и дизайна.

## Современное состояние
Колледж является высшим учебным заведением I уровня аккредитации, которое осуществляет подготовку младших специалистов по пяти специальностям.
В составе колледжа - учебный корпус, библиотека, два общежития на 400 мест, клуб на 220 мест, спортзал и спортплощадка.